# Kovalévskaia (cràter)

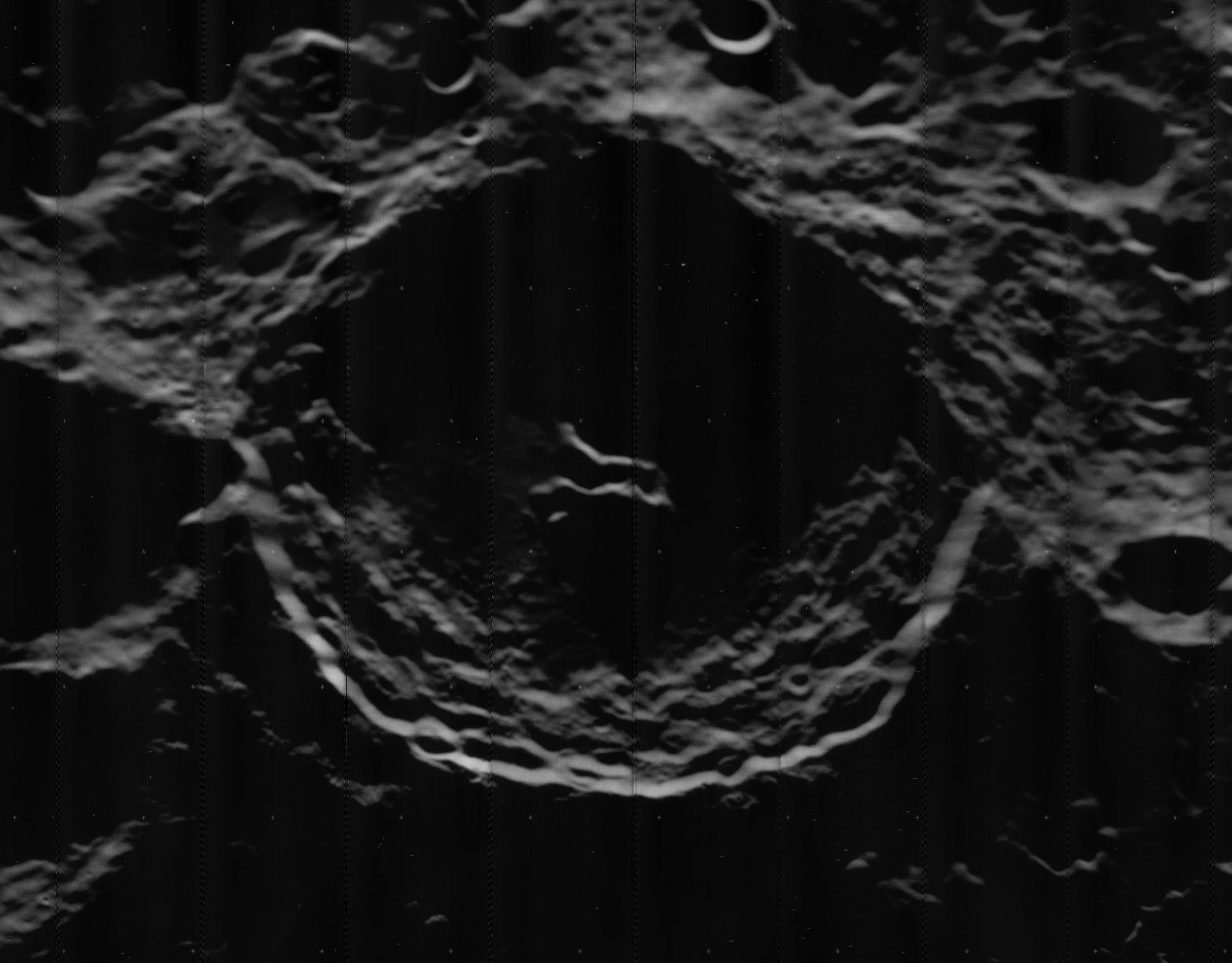
Vista obliqua (Lunar Orbiter 5), amb el cràter sobre el terminador

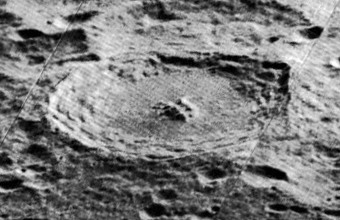
Vista obliqua (Lunar Orbiter 5), mirant al sud-oest

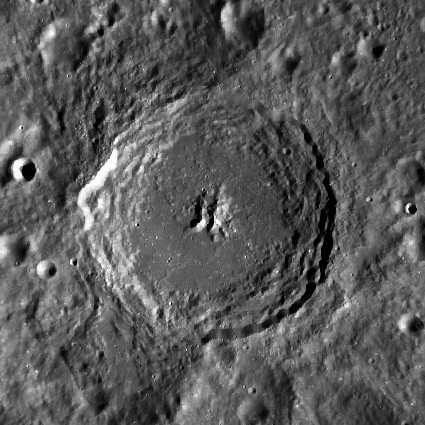
Fotografia de la missió Lunar Reconnaissance Orbiter.

Kovalévskaia és un prominent cràter d'impacte que es troba en la cara oculta de la Lluna, al sud-oest de la plana emmurallada del cràter Landau. Al sud de Kovalévskaia es troben els cràters Poynting i Fersman.

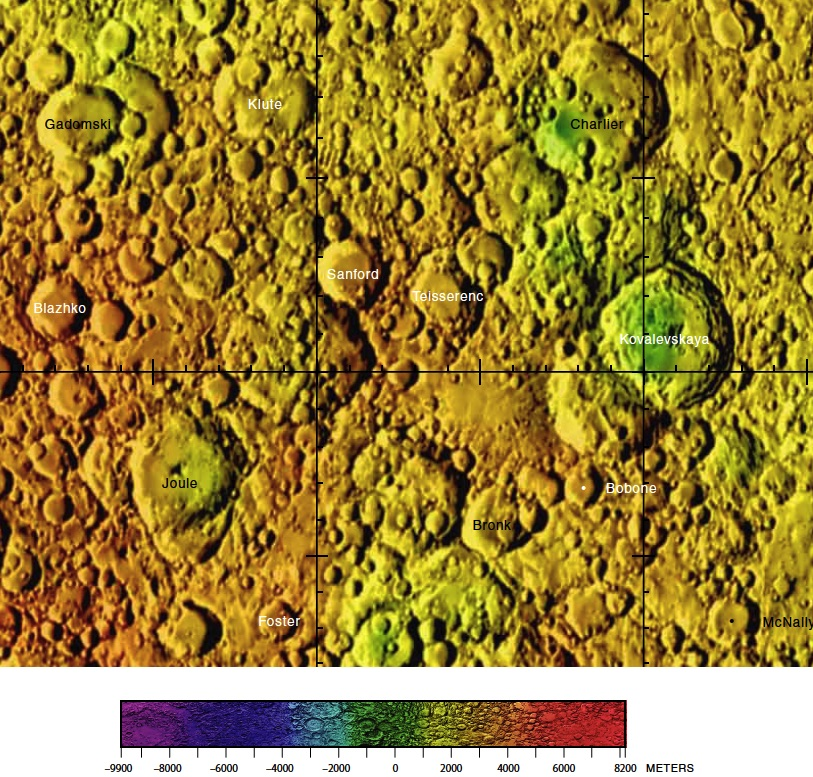
Localització de Kovalévskaia (a la dreta de la imatge)

Aquest cràter envaeix gairebé la meitat del seu gran cràter satèl·lit Kovalévskaia Q al sud-oest. La vora exterior de Kovalévskaia es mostra generalment ben formada i sense mostres significatives d'erosió. En les parets interiors s'han format terrasses, desplomades en alguns llocs. En el punt mitjà del sòl interior apareix una parella de pics centrals, separats per una vall central amb rumb nord-sud. Alguns pujols s'aixequen a l'est d'aquests dos pics, així com al costat de la paret interior del nord-oest. La resta del sòl apareix relativament anivellat i lliure d'impactes significatius.
El cràter va rebre aquest nom en memòria de la matemàtica russa Sófia Kovalévskaia (1850-1891). L'asteroide (1859) Kovalevskaya també commemora el seu nom.

## Cràters satèl·lit
Per convenció aquests elements són identificats en els mapes lunars posant la lletra en el costat del punt mitjà del cràter que està més proper a Kovalévskaia.
|              | \| Kovalévskaia \| Coordenades \| Diàmetre \| \| ------------ \| -------------------------------------- \| -------- \| \| D \| 32° 42′ N, 124° 24′ O / 32.7°N,124.4°O \| 21 km \| \| Q \| 29° 24′ N, 131° 00′ O / 29.4°N,131.0°O \| 101 km \| |          |
| Kovalévskaia | Coordenades | Diàmetre |
| D            | 32° 42′ N, 124° 24′ O / 32.7°N,124.4°O | 21 km    |
| Q            | 29° 24′ N, 131° 00′ O / 29.4°N,131.0°O | 101 km   |

### Altres referències
- (WGPSN), IAU Working Group for Planetary System Nomenclature. «Gazetteer of Planetary Nomenclature. 1:1 Million-Scale Maps of the Moon» (en anglès).  UAI / USGS, 13-02-2013. [Consulta: 6 abril 2016].
- Andersson, L. E.; Whitaker, E. A.,. NASA Catalogue of Lunar Nomenclature (en anglès).  NASA RP-1097, 1982.
- Blue, Jennifer. «Gazetteer of Planetary Nomenclature» (en anglès).  USGS, 25-07-2007. [Consulta: 2 gener 2012].
- Bussey, B.; Spudis, P.. The Clementine Atlas of the Moon (en anglès).  Nueva York: Cambridge University Press, 2004. ISBN 0-521-81528-2.
- Cocks, Elijah E.; Cocks, Josiah C.. Who's Who on the Moon: A Biographical Dictionary of Lunar Nomenclature (en anglès).  Tudor Publishers, 1995. ISBN 0-936389-27-3.
- McDowell, Jonathan. «Lunar Nomenclature» (en anglès).   Jonathan's Space Report, 15-07-2007. [Consulta: 2 gener 2012].
- Menzel, D. H.; Minnaert, M.; Levin, B.; Dollfus, A.; Bell, B. «Report on Lunar Nomenclature by The Working Group of Commission 17 of the IAU» (en anglès). Space Science Reviews, 12, 1971, pàg. 136.
- Moore, Patrick. On the Moon (en anglès).  Sterling Publishing Co, 2001. ISBN 0-304-35469-4.
- Price, Fred W. The Moon Observer's Handbook (en anglès).  Cambridge University Press, 1988. ISBN 0521335000.
- Rükl, Antonín. Atlas of the Moon (en anglès).  Kalmbach Books, 1990. ISBN 0-913135-17-8.
- Webb, Rev. T. W.. Celestial Objects for Common Telescopes, 6ª edición revisada (en anglès).  Dover, 1962. ISBN 0-486-20917-2.
- Whitaker, Ewen A. Mapping and Naming the Moon (en anglès).  Cambridge University Press, 2003. 978-0-521-54414-6.
- Wlasuk, Peter T. Observing the Moon (en anglès).  Springer, 2000. ISBN 1-85233-193-3.